# Wealdstone F.C.
Wealdstone FC (/ˈwiːldstoʊn/ WEELD-stone) là một câu lạc bộ bóng đá có trụ sở tại Ruislip, Khu Hillingdon của Luân Đôn, Anh, trực thuộc Middlesex County Football Association. Được thành lập năm 1899, đội bóng hiện thi đấu tại National League.

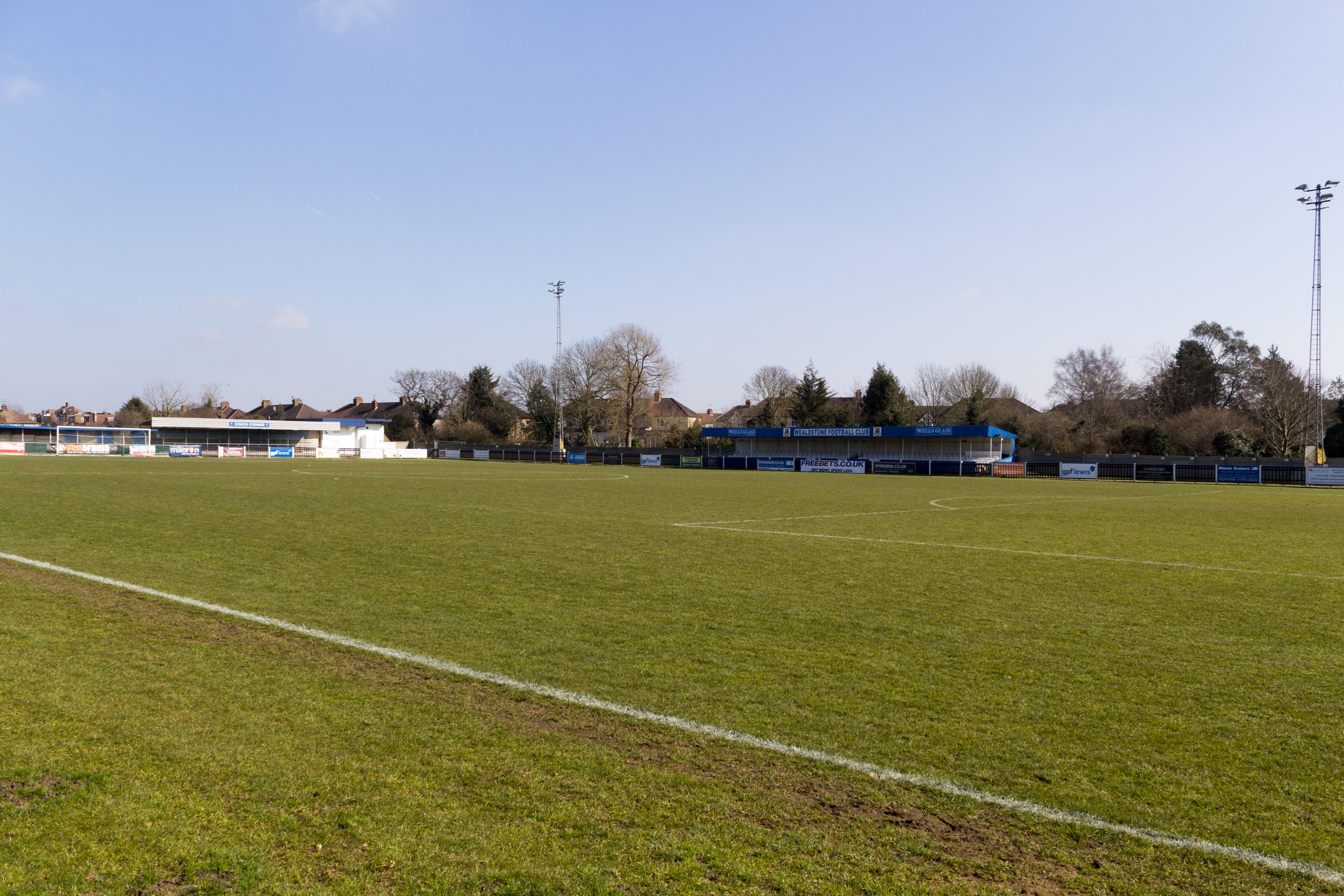
Sân vận động Grosvenor Vale, tháng 3 năm 2016

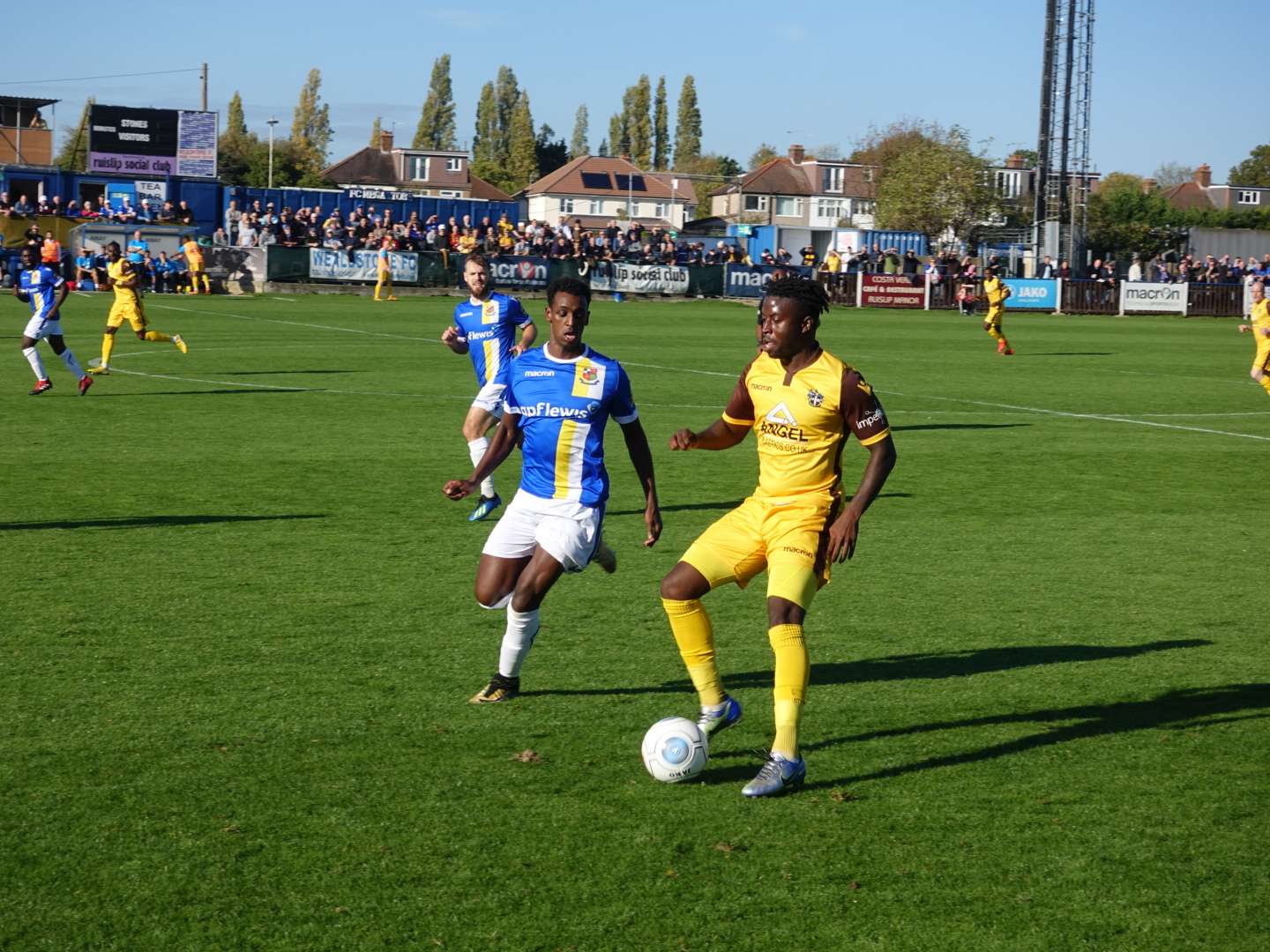
Wealdstone trong trận đấu với Sutton United thuộc khuôn khổ Vòng loại thứ tư FA Cup 2018

## Danh hiệu
- Alliance Premier League
  - Nhà vô địch mùa giải 1984–85
- National League South
  - Nhà vô địch mùa giải 2019–20
- Isthmian League
  - Nhà vô địch Premier Division mùa giải 2013–14
  - Nhà vô địch Division Three mùa giải 1996–97
- Southern League
  - Nhà vô địch Division One South mùa giải 1973–74
  - Nhà vô địch South Division mùa giải 1981–82
  - Nhà vô địch League Cup mùa giải 1981–82
  - Nhà vô địch Shield mùa giải 1981–82
  - Nhà vô địch Cúp mùa giải 1981–82
- Athenian League
  - Nhà vô địch mùa giải 1951–52
- Willesden & District League
  - Nhà vô địch Division One mùa giải 1905–06, 1912–13
- FA Trophy
  - Nhà vô địch mùa giải 1984–85
- FA Amateur Cup
  - Nhà vô địch mùa giải 1965–66
- Middlesex Premier Cup
  - Nhà vô địch các mùa giải 2003–04, 2007–08, 2008–09, 2010–11
- London Senior Cup
  - Nhà vô địch mùa giải 1951–52 (đồng vô địch với Wimbledon)
- Middlesex Senior Cup
  - Nhà vô địch các mùa giải 1929–30, 1937–38, 1940–41, 1941–42, 1942–43, 1945–46, 1958–59, 1962–63, 1963–64, 1967–68, 1984–85
- Middlesex Charity Cup
  - Nhà vô địch các mùa giải 1929–30, 1930–31, 1937–38, 1938–39, 1949–50, 1963–64, 1967–68, 2003–04, 2010–11
- Middlesex Junior Cup
  - Nhà vô địch mùa giải 1912–13
- Suburban League North Division
  - Nhà vô địch mùa giải 1990-91

## Thống kê
- Thành tích tốt nhất tại FA Cup: Vòng ba mùa giải 1977–78[8]
- Thành tích tốt nhất tại FA Trophy: Vô địch mùa giải 1984–85[8]
- Thành tích tốt nhất tại FA Vase: Vòng ba mùa giải 1997–98[8]
- Thành tích tốt nhất tại FA Amateur Cup: Vô địch mùa giải 1965–66[8]
- Kỷ lục khán giả đến sân: 13,504 người trong trận đấu với Leytonstone,  đá lại vòng 4 FA Amateur Cup, ngày 5 tháng 3 năm 1949[8]
- Chiến thắng đậm nhất: 22–0 trước 12th London Regiment, FA Amateur Cup, ngày 13 tháng 10 năm 1923[8]
- Thất bại đậm nhất: 0–14 trước Edgware Town, London Senior Cup, ngày 9 tháng 12 năm 1944[8]
- Cầu thủ ra sân nhiều nhất: Charlie Townsend, 514[8]
- Cầu thủ ghi bàn nhiều nhất: George Duck, 251[8]